# Handle This
Handle This — четвёртый и последний сингл из альбома All Killer No Filler канадской панк-группы Sum 41. Этот сингл был выпущен только в Германии и включает концертные версии «Motivation» и «Makes No Difference».

## Клип
Клип на песню «Handle This» схож с клипом группы на песню «Over My Head (Better Off Dead)», в нём тоже показываю видео с концертов и разные приколы группы.

## Список композиций
1. Handle This
2. Motivation (live)
3. Makes No Difference (live)

## Исполнители
- Дерик «Bizzy D» Уибли — вокал, гитара
- Дэйв «Brownsound» Бэкш — гитара, бэк-вокал
- Джейсон «Cone» МакКэслин — бас, бэк-вокал
- Стив «Stevo 32» Джоз — барабаны, бэк-вокал